# Combat entre le Leopard et le HMS Achilles
Première Guerre mondiale
Batailles
- Blocus allié de l'Allemagne
- Odensholm (08-1914)
- 1re Heligoland (08-1914)
- Action du 22 septembre 1914
- Falklands (12-1914)
- Dogger Bank (01-1915)
- Gotland (07-1915)
- Golfe de Riga (08-1915)
- Yarmouth et Lowestoft (04-1916)
- Jutland (05-1916)
- Funchal (12-1916)
- Combat entre le Leopard et le HMS Achilles
- Pas-de-Calais (04-1917)
- Combat entre le HMAS Sydney et le LZ92
- Détroit de Muhu (10-1917)
- 2e Heligoland (11-1917)
- Croisière de glace (02/03-1918)
- Zeebruges (04-1918)
- 1er Ostende (04-1918)
- 2e Ostende (05-1918)
- Sabordage allemand à Scapa Flow (06-1919)

Bataille de la mer Noire
- 12 octobre 1914
- Odessa (10-1914)
- Novorossiisk
- Feodosia
- Cap Sarytch
- île Kirpen (1re)
- île Kirpen (2e)

Front d'Europe de l'Ouest
Front italien
Front d'Europe de l'Est
Front des Balkans
Front africain
Front du Moyen-Orient
Le combat entre le Leopard et le HMS Achilles est un engagement naval de la Première Guerre mondiale lors duquel le croiseur auxiliaire Leopard de la marine impériale allemande est engagé et coulé par le steamer armé HMS Dundee et le croiseur HMS Achilles de la Royal Navy.

## Historique
Après avoir pris le large en mars déguisé en cargo norvégien Rena Norge, le Leopard met les voiles afin de perturber le commerce marchand allié. Le 17 mars, il est arraisonné par le HMS Achilles britannique qui lui ordonne de s'arrêter pour inspection. Le commandant du navire, Hans von Laffert, ne voit alors pas autre possibilité que d'ouvrir le feu avec ses torpilles sur les Britanniques. Le Leopard est finalement coulé par le Achilles, entraînant la mort des 319 marins allemands à son bord. Les dégâts infligés aux navires britanniques sont légers. 6 marins britanniques qui avaient arraisonné le navire ennemi sont tués lorsque ce dernier a coulé.